# Браиловский, Александр (пианист)
Александр Браиловский (16 февраля 1896, Киев — 25 апреля 1976, Нью-Йорк) — русский, французский и американский пианист, специализировался на произведениях Фредерика Шопена. Вершины славы достиг в период между двумя мировыми войнами.

## Биография
Родился в Киеве в еврейской семье. В 1907 году начал учиться музыке у Владимира Пухальского. Отец, владелец небольшой нотной лавки на Подоле, дав мальчику первые уроки игры на рояле, вскоре почувствовал, что сын действительно очень талантливый, и в 1911 году повез его в Вену, к знаменитому Теодору Лешетицкому. Александр проучился у него три года, а когда началась мировая война, семья перебралась в нейтральную Швейцарию; позже в 1926 году Брайловский примет французское гражданство. Новым учителем стал Ферруччо Бузони, завершивший «шлифовку» его таланта.
В 1919 году Браиловский дебютировал в Париже и вызвал такую сенсацию своей виртуозностью, что контракты буквально посыпались со всех сторон. Одно из приглашений было, впрочем, необычным: оно пришло от страстной поклонницы музыки и скрипача-любителя королевы Бельгии Елизаветы, с которой он с тех пор часто музицировал.
Его первые записи были сделаны в Берлине с 1928 по 1934 годы (78 пластинок). В 1938 году он записывался в Лондоне для HMV. Более поздние пластинки были записаны в RCA Victor, а самые последние — в 1960-х годах — в CBS. Кроме своего любимого Шопена, Браиловский включал в свой репертуар также Рахманинова, Сен-Санса, Листа, Дебюсси и других.
Всего несколько лет понадобилось артисту, чтобы получить мировую славу. В 1924 году в Париже Браиловский играл первый в истории концерт исключительно из произведений Шопена, используя для части сольных выступлений фортепиано, принадлежавшее композитору. В дальнейшем он поехал с концертами по всему миру, посетив Нью-Йорк в 1938 году, затем Париж, Брюссель, Цюрих, Мехико, Буэнос-Айрес и Монтевидео. Так он стал первым европейским пианистом, который «открыл» Южную Америку — так много там никто до него не играл. Однажды только в Буэнос-Айресе он за два месяца дал 17 концертов! Во многих провинциальных городах Аргентины и Бразилии вводились специальные поезда доставляли желающих послушать Браиловского на концерт и обратно.
В 1960 году он решил повторить концерты в Брюсселе и Париже.
Триумфы Браиловского ассоциировались, прежде всего, с именами Шопена и Листа. Любовь к ним привил ему ещё Лешетицкий, и он пронес её через всю жизнь.
В 1961 году, когда убеленный сединой артист впервые гастролировал в СССР, москвичи и ленинградцы смогли убедиться в справедливости этих слов и попытаться разгадать «загадку Браиловского». Артист предстал перед ними в отличной профессиональной форме и в своем коронном репертуаре: он играл Чакону Баха — Бузони, сонаты Скарлатти, «Песни без слов» Мендельсона, Третью симфонию Прокофьева, Сонату си минор Листа и, конечно, много произведений Шопена, а с оркестром — концерты Моцарта (ля мажор), Шопена (ми минор) и Рахманинова (до минор). Публика по достоинству оценила огромное профессиональное мастерство артиста, «прочность» его игры, присущие ей иногда блеск и обаяние, несомненную искренность. Все это сделало встречу с Браиловским памятным событием в музыкальной жизни.

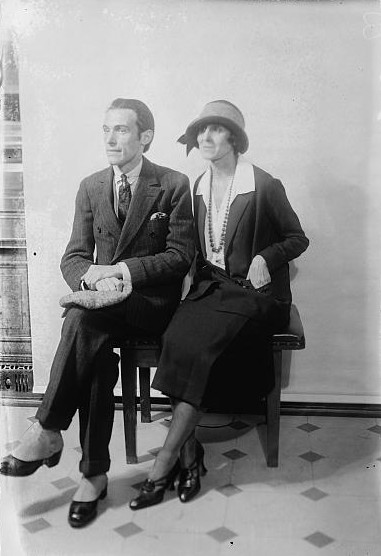
Александр Браиловский с Мари Паллю

Впоследствии он почти прекратил выступать перед публикой и записываться на пластинки. Его последние записи — Первый концерт Шопена и «Танец смерти» Листа, — сделанные в начале 1960-х годов, подтверждают, что присущие ему качества пианист не утратил до конца своей профессиональной карьеры.
В 1920-х годах женой Браиловского была француженка Мари Паллю, родившаяся в 1885 году (в предыдущем браке — мадам Уильямс), арфистка-любительница, ныне известная многочисленными письмами к ней Марселя Пруста. В 1931 году она покончила собой.
Александр Браиловский умер в Нью-Йорке 25 апреля 1976 года в возрасте 80 лет от пневмонии. Похоронен рядом с женой (с 1931 года) Элой (Фелицией) Карчмарь (1907—1993) на еврейском кладбище Mount Judah в Квинсе (Нью-Йорк). Младшим братом его жены Элы был американский нейрофизиолог и нейрофармаколог Александр Карчмарь (1917—2017), известный своими исследованиями холинергической нейротрансмиссии.
Его младшая сестра Зина Браиловская (1902—?) также была пианисткой, будучи ребёнком гастролировала вместе с братом.